# RailML
railML (Inglés: Railway Markup Language) es un formato abierto de intercambio de datos basado en XML para la interoperabilidad de datos de las aplicaciones ferroviarias.

## Introducción
railML® (lenguaje de marcado ferroviario) es un formato de intercambio de datos común que utiliza la sistemática de XML para la descripción de datos específicos del ferrocarril. railML permite el intercambio de información entre aplicaciones ferroviarias internas y externas. railML se desarrolla dentro del llamado "consorcio railML » de railML.org. Se trata de un formato de intercambio de datos de código abierto bajo licencia creative commons (es obligatorio el registro gratuito en railML para el uso y descarga de esquemas railML). El lenguaje modelo de railML es UML y el idioma de la documentación es el inglés.

## Historia
railML fue fundada a principios de 2002 por Fraunhofer-IVI (Dresde/Alemania) y ETH Zúrich (Zúrich/Suiza) en un contexto de dificultades crónicas de conexión entre diferentes aplicaciones informáticas ferroviarias. El intercambio de datos para los conceptos de operación, gestión de franjas horarias, simulación o planificación de infraestructuras, etc. consumía mucho tiempo y sólo era posible por medio del desarrollo de un gran número de interfaces específicas con el consiguiente problema de costes para las empresas ferroviarias. railML intenta poner a disposición un formato fácil y práctico, autodescriptivo que se aproxime a los estándares existentes. railML se modifica y se adapta a las necesidades de los administradores de infraestructuras ferroviarias y otros usuarios del sector. Hasta ahora las versiones 1.0, 1.1, 2.0 a 2.4 han sido lanzadas para descarga y uso productivo. La versión railML versión 3 (nuevo modelo topológico y otras evoluciones) se está desarrollando y se lanzará en Primavera de 2019.

## Esquemas
railML se basa en XML y otros lenguajes basados en XML existentes como MathML y GML. Se compone de subesquemas. Actualmente hay tres subesquemas en el entorno de producción:
- infrastructure para la descripción (con prioridad en la topología) de vías y equipos de señalización.
- rolling stock para la definición del material rodante
- timetable para la descripción de los horarios
- interlocking para la descripción de rutas de señalización

## Consorcio railML.org
El desarrollo de railML está impulsado por la iniciativa railML.org, una asociación de empresas y organizaciones independientes y ferrocarriles europeos (por ejemplo: Adif (España), SBB (Suiza), DB (Alemania), SNCF Réseau (Francia), Infrabel (Bélgica), Jernbanedirektoratet y Bane NOR (Noruega), ÖBB (Austria), SŽDC (República Checa), etc.), I Se organizan conferencias semestrales y se emplean foros en Internet que permiten participar en el desarrollo de railML e intercambiar experiencias libremente.